# Македонски парламентарни избори 2006.
Редовни парламентарни избори у Северној Македонији (мак. парламентарни избори во Северна Македонија) су одржани 5. јула 2006. године. Ови избори били су пети по реду у Македонији.
Изборни систем функционише тако што је држава подељена на 6 изборних јединица где свака изборна јединица има по 20 посланика који се бирају по пропрционалном систему.
Током кампање било је много инцидената и сукоба између подржавалаца ривалских албанских и македонских партија. Срећом није било међунационално насиља између Македонаца и Албанаца. Ипак било је сукоба између подржавалаца ДУЕ и ДПА, и 22.06.2006. између подржавалаца ВМРО-ДПНЕ-а и СДСМ-а.
Излазност је била око 55,9%. Победу је однела коалиција десног центра окупљена око странке ВМРО-ДПМНЕ и на тај начин се десила промена- СДСМ после ови избора одлази у опозицију, док Никола руевски долази на власт и постаје премијер. СДСМ после ови избора СДСМ остаје у опозицији све до 2016.
У августу 2006. Никола Груевски је саопштио да ће владу формирати ВМРО-ДПНЕ,ДПА,НСДП,СЕБ и ДОМ. То се и догодило, и владајућа веина имала 65 од 120 посланика